# Helena Erbstolln

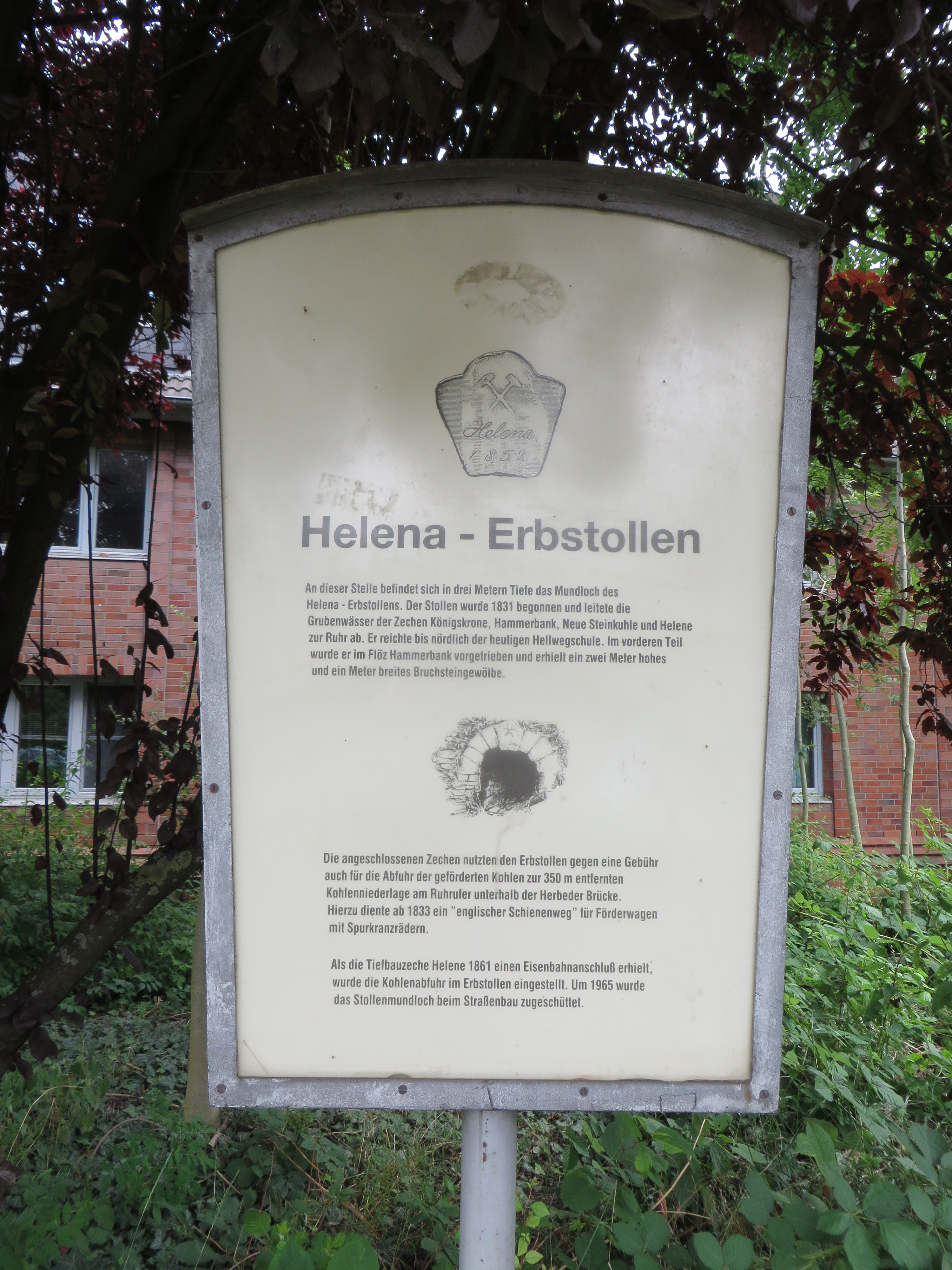
Infotafel am Mundloch

Der Helena Erbstolln, auch Helena Erbstollen genannt, ist ein ehemaliger Erbstollen in Heven. Das Stollenmundloch des Erbstollens befand sich in der Nähe der Herbeder Brücke.

## Geschichte
Am 11. Juni des Jahres 1791 erfolgte die allgemeine Belehnung. Im Jahr 1831 wurde das Stollenmundloch angesetzt und der Stollen im Niveau des Flözes Hammerbank in Richtung Osten vorgetrieben. Gleichzeitig mit dem Vortrieb des Stollens wurde das Flöz oberhalb des Erbstollens abgebaut. Im Jahr 1833 erreichte der Stollen eine Länge von 600 Metern, es wurde ein Lichtloch als Aufbruch erstellt. Außerdem wurde in diesem ein Querschlag angesetzt, der in südlicher Richtung vorgetrieben werden sollte. Im Jahr 1834 wurde die Zeche Königskrone gelöst. Am 5. Oktober des Jahres 1835 wurde das Erbstollenrecht verliehen. Im selben Jahr wurde bei einer Stollenlänge von 780 Metern das Feld der Zeche Hammerbank erreicht, es wurde ein Querschlag in Richtung Norden angesetzt. Anschließend wurde eine Richtstrecke nach Osten aufgefahren. Im Jahr 1838 wurde im Jahresbericht der Bergbehörde der Erbstollen mit nur mittlerer Bedeutung eingestuft. Im Jahr 1846 erreichte das Erbstollenort Flöz Victoria, im Anschluss daran wurde in nördlicher Richtung vorgetrieben. Am 21. März des Jahres 1852 konsolidierte der Helena Erbstolln zur Zeche Helena.